# Koleolepas avis
Koleolepas avis is een rankpootkreeftensoort uit de familie van de Koleolepadidae. De wetenschappelijke naam van de soort is voor het eerst geldig gepubliceerd in 1933 door Hiro.